# (53311) Deucalion
(53311) Deucalion ist ein Transneptunisches Objekt (TNO) im Kuipergürtel, das am 18. April 1999 vom Deep Ecliptic Survey am Kitt-Peak-Nationalobservatorium entdeckt wurde. Es hat einen angenommenen Durchmesser von 211 km und umkreist die Sonne einmal in 293 Jahren. Das TNO wurde als Cubewano klassifiziert und nach Deukalion benannt, dem Sohn des Prometheus aus der griechischen Mythologie.